# Rivière Anistuwach
La rivière Anistuwach est un affluent de la rivière Roggan (via le lac Minahikuskaw) laquelle se déverse sur le littoral Est de la baie James. La rivière Anistuwach coule vers l'ouest dans la municipalité de Eeyou Istchee Baie-James, dans la région administrative du Nord-du-Québec, au Québec, au Canada.

## Géographie
Les principaux bassins versants voisins de la rivière Anistuwach sont :
- côté nord : rivière au Phoque, lac Upasi, lac Ominuk, rivière Vauquelin ;
- côté est : lac Burton
- côté sud : rivière Roggan, rivière Corbin, lac Julian ;
- côté ouest : rivière Roggan, Baie James.

Dans sa partie supérieure, la rivière Anistuwach draine un ensemble de lacs, situés au nord du lac Craven, au nord de la rivière Kanaaupscow et au sud-est de la rivière Denys. 
La rivière Anistuwach coule vers l'ouest en traversant plusieurs lacs, jusqu'au lac Utahinikw Ministikw (altitude : 119 m) que le courant traverse vers le nord-ouest. À partir de l'entrée de ce lac, la rivière  coule jusqu'à son embouchure dans le lac Minahikuskaw et  jusqu'au littoral est de la baie James via un segment de la rivière Roggan.
Parcours en aval du lac Utahinikw Ministikw
À partir de l'embouchure du lac Utahinikw Ministikw, la rivière Anistuwach coule vers l'ouest jusqu'au lac Kwakutuwaw (longueur : 11,5 km ; altitude : 94 m). Ce dernier lac reçoit les eaux des :
- lac Upasakasi (altitude : 94 m) situé au nord du lac Julian. En amont, les eaux viennent du lac Misiminawatim  dans le sens est-ouest ; altitude : 101 m) ;
- lac Utahinikw Ministikw (altitude : 119 m).

À partir du lac Kwakutuwaw, la rivière Anistuwach coule vers le nord-ouest pour aller se déverser dans le lac Caillaud  d'est en ouest ; altitude : 83 m) que le courant traverse vers l'ouest sur sa pleine longueur. Puis le courant coule vers l'ouest jusqu'à la rive nord-est du lac Courville (altitude : 65 m) que le courant traverse sur sa pleine longueur, jusqu'à l'embouchure situé du côté ouest. De là, la rivière Anistuwach coule vers le sud-est, avant de s'élargir pour un nouveau segment comportant un coude qui réoriente le cours vers l'ouest, jusqu'au lac Pistinikw (altitude : 65 m).
Parcours en aval du lac Pistinikw
Après avoir traversé ce dernier lac vers l'ouest, la rivière s'oriente vers le nord-ouest, coulant vers un petit delta de la rive sud du lac Minahikuskaw. Le courant traverse ce dernier lac vers l'ouest, puis le courant coule vers l'ouest au travers d'un détroit, jusqu'à se déverser dans la rivière Roggan, en amont de son embouchure. Cette dernière s'avère l'avant-dernière rivière au sud de la pointe Louis XIV qui délimite la baie James et la baie d'Hudson ; l'embouchure de la rivière est située au sud-est de la pointe Louis-XIV.
Le lac Minahikuskaw reçoit :
- côté nord : les eaux du lac Upasi (altitude : 12 m), situé au sud du lac Ominuk (altitude : 13 m) lequel se déverse plutôt dans la rivière au Phoque qui est le bassin versant voisin au nord ;
- côté est : les eaux du Petit lac Natisiskanis (altitude : 13 m), du lac Natisiskan (altitude : 47 m) et du lac Kukamas (altitude : 77 m) ;
- côté sud : les eaux de la rivière Anistuwach.

## Toponymie
D'origine crie, cet hydronyme signifie « les trois rivières ».
Le toponyme rivière Anistuwach a été officialisé le 10 juin 1982 à la Banque des noms de lieux de la Commission de toponymie du Québec.